# Tranomaro
Tranomaro est une commune rurale malgache située dans la partie centre-sud de la région d'Anosy.